# 熊本大学病院
熊本大学病院（くまもとだいがくびょういん、英語: Kumamoto University Hospital）は、熊本県熊本市中央区にある熊本大学附属の大学病院である。地元では「大学病院」と呼ばれている。2024年6月時点、熊本県選挙管理委員会より、不在者投票のできる施設の一つとして指定されている。

## 沿革
- 1756年(宝暦6年)　藩主細川重賢侯が再春館を建立
- 1870年(明治3年)　藩立病院創立
- 1871年(明治4年)　藩立医学所創立。廃藩置県により官立医学校兼病院と改称
- 1875年(明治8年)　医学校廃止。病院は下通町に移り通町病院と称する。
- 1878年(明治11年)　病院が手取本町に建築
- 1882年(明治15年)　医学校附属病院となる。
- 1888年(明治21年)　県立医学校廃止。病院独立
- 1889年(明治22年)　病院廃止。私立熊本病院として経営され春雨黌と称する。
- 1901年(明治34年)　病院が本荘町に移転
- 1921年(大正10年)　県に移管し、熊本県立医学専門学校附属病院となる。
- 1924年(大正13年)　専門学校附属病院は大学附属病院と改称
- 1929年(昭和4年)　官立熊本医科大学附属病院と称する。
- 1945年(昭和20年)　一部病棟を藤崎台陸軍病院跡に移転し藤崎台分室と称する。
- 1949年(昭和24年)　国立学校設置法により、熊本大学医学部附属病院となる。
- 1960年(昭和35年)　藤崎台分室を島崎町済生会病院に移転し、段山分室と改称
- 1961年(昭和36年)　段山分室は廃止され、本荘地区と合併
- 2019年(令和元年)  医学部附属から大学附属へと変更されたため、名称を熊本大学病院に変更[2]

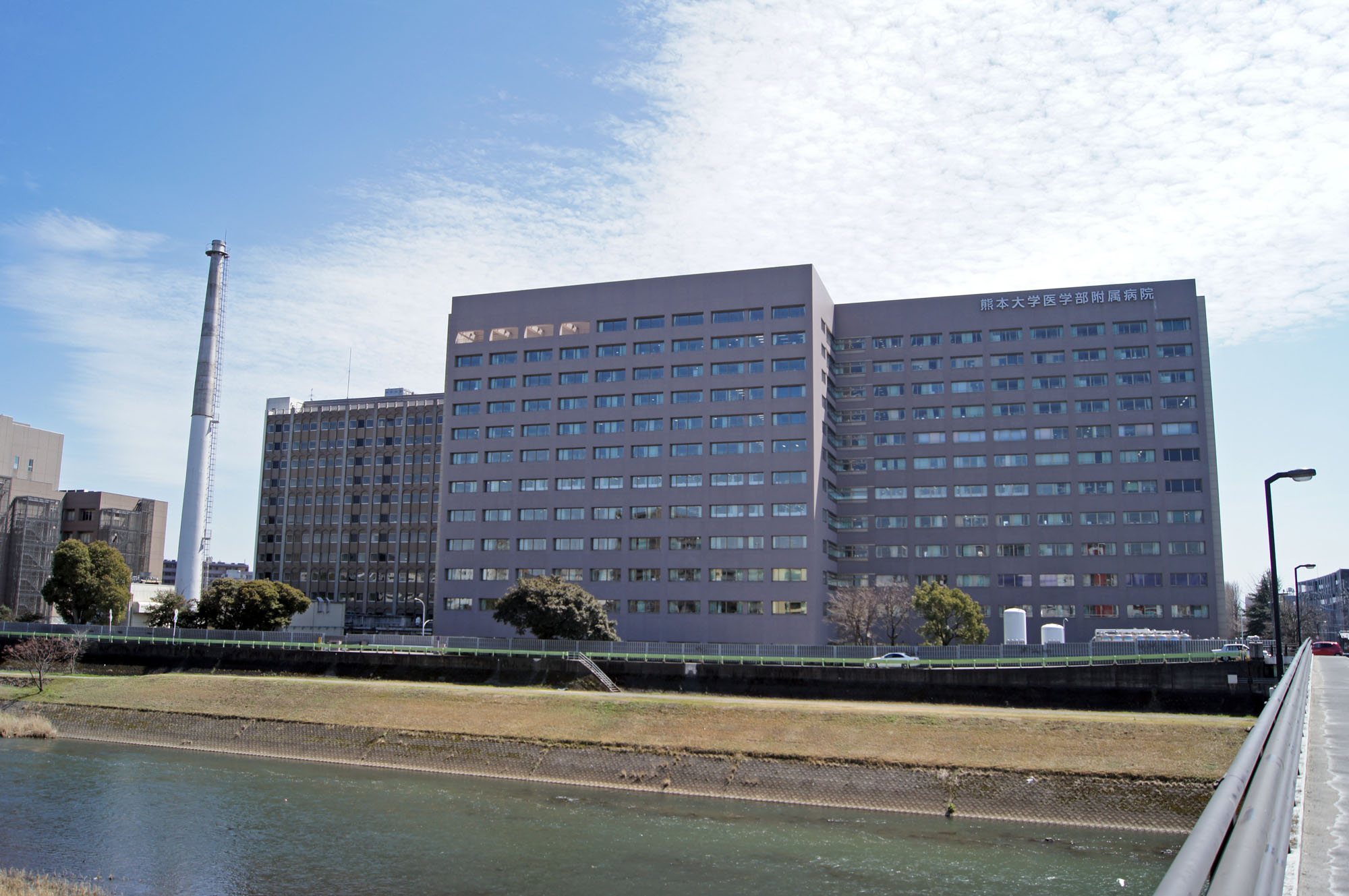
白川側より撮影

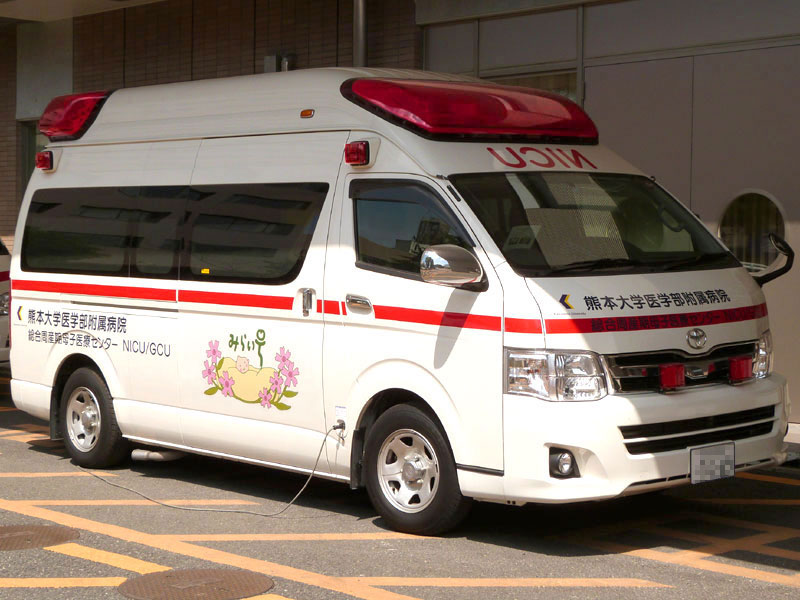
総合周産期母子医療センターの
専用救急車

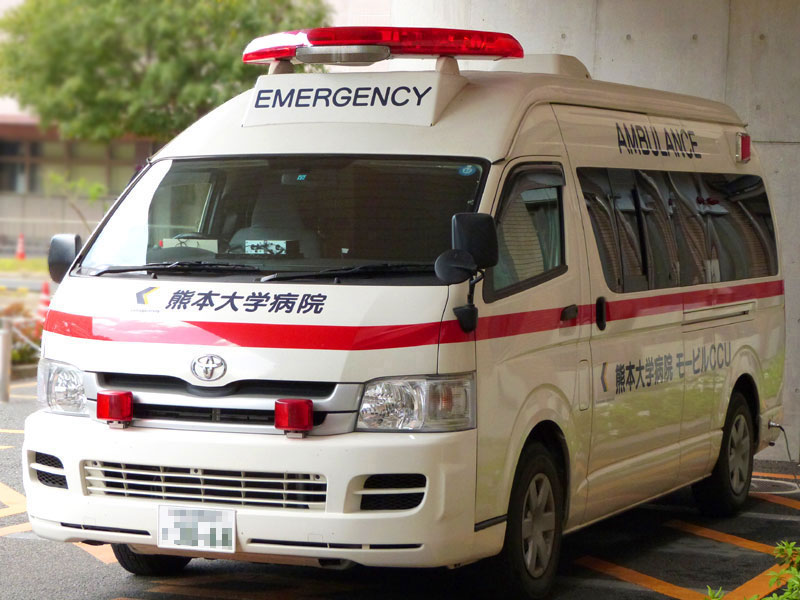
循環器科のモービルCCU

## 診療科目
- 総合診療部
- 内科部門
  - 呼吸器内科、消化器内科、血液内科、膠原病内科、腎臓内科、代謝・内分泌内科、循環器内科、神経内科
- 外科部門
  - 心臓血管外科、呼吸器外科、消化器外科、乳腺・内分泌外科、小児外科、移植外科、泌尿器科、婦人科
- 成育医療部門
  - 産科、小児科
- 感覚・運動部門
  - 整形外科（リハビリテーション科）、皮膚科、形成外科、眼科、耳鼻咽喉科・頭頸部外科、歯科口腔外科
- 放射線診療部門
  - 画像診断・治療科、放射線治療科
- 脳・神経・精神部門
  - 神経精神科、脳神経外科、麻酔科・緩和ケア
- 中央診療施設等
  - 中央検査部、中央手術部、中央放射線部、集中治療部、救急部、中央材料部、病理部、輸血・細胞治療部、感染免疫診療部、血液浄化療法部、総合臨床研修センター、光学医療診療部、治験支援センター、先端医療支援センター、不整脈先端医療寄附講座、地域医療連携センター、総合周産期母子医療センター、外来化学療法センター、がん診療センター・がん相談室、ME機器センター、医療情報経営企画部、薬剤部、看護部、医療安全管理部、医療技術部

## 医療機関の指定・認定
（この節の出典）
- 保険医療機関
- 労災保険指定医療機関
- 指定自立支援医療機関（更生医療）
- 指定自立支援医療機関（育成医療）
- 指定自立支援医療機関（精神通院医療）
- 身体障害者福祉法指定医の配置されている医療機関
- 精神保健指定医の配置されている医療機関
- 生活保護法指定医療機関
- 医療保護施設
- 結核指定医療機関
- 指定養育医療機関
- 戦傷病者特別援護法指定医療機関
- 原子爆弾被害者一般疾病医療取扱医療機関
- 公害医療機関
- 母体保護法指定医の配置されている医療機関
- 特定機能病院
- 臨床研修病院
- 臨床修練病院等
- がん診療連携拠点病院（国指定都道府県がん診療連携拠点病院[4]）
- エイズ治療拠点病院（中核拠点病院[5]）
- 肝疾患診療連携拠点病院
- 特定疾患治療研究事業委託医療機関
- DPC対象病院
- 指定小児慢性特定疾病医療機関
- 総合周産期母子医療センター
- 難病の患者に対する医療等に関する法律(平成26年法律第50号)に基づく指定医療機関
- 認知症疾患医療センター（基幹型）[6]
- 公益財団法人日本医療機能評価機構認定病院[7]

## 所在地
- 熊本県熊本市中央区本荘1丁目1番1号

## 交通アクセス
- JR九州九州新幹線/鹿児島本線/豊肥本線「熊本駅」よりタクシーで約10分、桜町バスターミナルよりタクシー10分。
- 桜町BT1・2番乗り場より、以下のいずれかの路線バスに乗車し、「大学病院前」バス停で下車。
  - 熊本バス
    - 御幸木部線（P2-2・-3・-4・-5系統）

  - 熊本都市バス
    - 八王寺環状線（P0-0、L0-0系統）
    - 野越団地線（P2-1系統）
- 熊本駅前バス停（3番のりば）、熊本駅森都心プラザ前バス停より、熊本都市バス第一環状線（O1、O2系統）または中央環状線（O3、O4系統）に乗車、「大学病院前」バス停で下車。
- L0-0系統、O1系統、O4系統は遠回りになるため、注意が必要である[8]。
  - 但し上記路線の熊本バス御幸木部線の桜町バスターミナル行き（P2-4・P2-5系統）と熊本都市バス中央環状線の大江渡鹿・県立劇場前方面（O3、O4系統）は病院構内に「大学病院構内」停留所を設置[9]、2022年4月1日より運用開始。
- 熊本市電水前寺線『九品寺交差点停留場』下車より徒歩約９分[10]